# Fischbach (bei Idar-Oberstein)
Fischbach liegt etwa 9 km nordöstlich von Idar-Oberstein an der Deutschen Edelsteinstraße im Landkreis Birkenfeld in Rheinland-Pfalz. Die Ortsgemeinde gehört der Verbandsgemeinde Herrstein-Rhaunen an.

## Geographie
Fischbach liegt im südlichen Hunsrück an der Nahe. Der vom Idarwald kommende Fischbach fließt durch den Ort und mündet hier in die Nahe.

## Geschichte
Fischbach wurde 1438 erstmals urkundlich erwähnt, als die bis dahin über den Raum herrschenden Grafen von Sponheim ausstarben. Danach war Fischbach im geteilten Besitz von Baden und der Grafen von Veldenz. Den Veldenzer Anteil übernahmen 1444 Pfalz-Simmern und dann 1559 Pfalz-Zweibrücken. Im Rahmen eines Gebietsaustauschs wurde Fischbach 1776 komplett badisch. 1798–1814 war der Ort Teil des französischen Saardepartements. Nach dem Wiener Kongress (1815) gelangte er zum Fürstentum Birkenfeld und damit zum Großherzogtum Oldenburg.
Bevölkerungsentwicklung
Die Entwicklung der Einwohnerzahl von Fischbach, die Werte von 1871 bis 1987 beruhen auf Volkszählungen:
| Jahr | Einwohner |
| ---- | --------- |
| 1815 | 305       |
| 1835 | 429       |
| 1871 | 674       |
| 1905 | 896       |
| 1939 | 1.265     |
| 1950 | 1.352     |

| Jahr | Einwohner |
| ---- | --------- |
| 1961 | 1.323     |
| 1970 | 1.281     |
| 1987 | 1.101     |
| 1997 | 1.071     |
| 2005 | 944       |
| 2023 | 861       |

## Politik

### Gemeinderat
Der Gemeinderat in Fischbach besteht aus zwölf Ratsmitgliedern, die bei der Kommunalwahl am 9. Juni 2024 in einer Mehrheitswahl gewählt wurden, und dem ehrenamtlichen Ortsbürgermeister als Vorsitzendem. Aufgrund des Bevölkerungsrückgangs reduzierte sich bereits 2014 die Anzahl der Ratsmitglieder von 16 auf 12.
Die Sitzverteilung im Gemeinderat:
| Wahl | SPD               | CDU               | Gesamt   |
| ---- | ----------------- | ----------------- | -------- |
| 2024 | per Mehrheitswahl | per Mehrheitswahl | 12 Sitze |
| 2019 | 9                 | 3                 | 12 Sitze |
| 2014 | per Mehrheitswahl | per Mehrheitswahl | 12 Sitze |
| 2009 | 11                | 5                 | 16 Sitze |
| 2004 | 11                | 5                 | 16 Sitze |

### Bürgermeister
Heinz-Peter Tonn wurde am 12. Juli 2024 Ortsbürgermeister von Fischbach. Da für der Direktwahl am 9. Juni 2024 kein Wahlvorschlag eingereicht wurde, oblag die Neuwahl des Bürgermeisters gemäß rheinland-pfälzischer Gemeindeordnung dem Rat, der sich auf seiner konstituierenden Sitzung für Tonn entschied.
Tonns Vorgänger Michael Hippeli (SPD) hatte das Amt im Mai 2005 übernommen und kandidierte bei der Wahl 2024 nicht erneut als Ortsbürgermeister.

## Wirtschaft und Infrastruktur
In Fischbach gibt es noch zwei Edelsteinschleifereien.
Der Ort hat mit dem benachbarten Weierbach einen gemeinsamen Haltepunkt an der Nahetalbahn, den Bahnhof Fischbach-Weierbach.

## Persönlichkeiten
- Paul Eisenschneider (1901–1944), Edelsteinschleifer und Politiker
- Elvira Eisenschneider (1924–1944), im Widerstand gegen den Nationalsozialismus
- Rudolf Opitz (1890–1940), Lehrer, Paläontologe und Schriftsteller, war Lehrer in Fischbach.